# マップ劇場
マップ劇場（マップげきじょう）は、東京都千代田区外神田のアキバ☆ソフマップ1号店の8階にあった劇場である。2011年9月に閉鎖され、以降イベントスペースとして使用されている。

## 概要
2011年3月27日、アイドルや声優のイベントが数多く開催されていた石丸ソフト本店が閉店し、秋葉原にあるアイドル専用劇場はAKB48劇場のみとなっていた。
そのことも理由となり、アキバ☆ソフマップ1号店の8階に「アイドルの新聖地」として2011年7月16日にオープンした。ライブアイドル専用劇場であり「新しいアイドル文化の発信源」であるとされていた。また、アイドルのグッズを扱うコーナー「アイドル横丁」が同店の7階にあった。
2011年9月13日、設備の一部に不適切な部分が発見されたため、9月14日より一旦公演を中止し、10月21日には休館することが発表された。公演中止以降、一部の公演については別の会場で代替公演が行われた。
つくばテレビの運営によるマップ劇場は2011年10月で閉館したが、それ以降は同名のソフマップのイベントスペースとして使用されている。つくばテレビは、赤坂にあるライブハウス『赤坂GENKI』を平日限定のアイドル・声優専用劇場としてオープンした（現在はこちらも閉館）。
2013年10月、つくばテレビはマップ劇場と同じく秋葉原にAKIBAカルチャーズ劇場をオープンさせた。同劇場ではマップ劇場と同様、アイドルが平日のレギュラー公演・土日のスペシャル公演を行っている。

## 公演
平日に行われる下記のレギュラー公演の他、つくばテレビの番組収録なども行い、週末には人気アイドルグループの特別コンサートや声優のライブイベントなどが開かれていた。アキバ☆ソフマップ1号店店長は「ライブ公演をメインとする」としていた。

### レギュラー公演
以下のアイドルグループが曜日ごとにレギュラー公演を行っていた。
- 月曜日：東京女子流（2011年7月25日[19] - 8月29日[20]）
- 火曜日：風男塾＆中野風女シスターズ
- 水曜日：Tokyo Cheer2 Party
- 木曜日：アップアップガールズ（仮）
- 金曜日：iDOL Street ストリート生

2011年10月21日以降マップ劇場は休館しているが、Tokyo Cheer2 Partyとアップアップガールズ（仮）は別の会場でレギュラー公演を行っていた。Tokyo Cheer2 Partyは前述の『赤坂GENKI』にて2012年8月以降レギュラー公演を行っている。